# 人間の進化と性淘汰

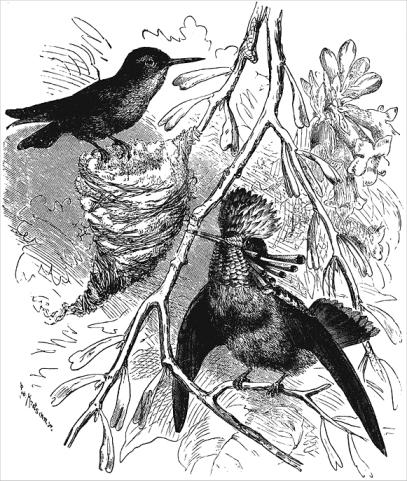
チャールズ・ダーウィン『人間の進化と性淘汰』（1871年）のイラスト

『人間の進化と性淘汰』(英語: The Descent of Man, and Selection in Relation to Sex)または『人間の由来』は1871年2月24日に原著が出版された、チャールズ・ダーウィンの著書である。本書では、ヒトの由来と進化について扱っており、また『種の起源』で提唱した性淘汰の仕組みについて根拠を示しながら考察している。進化心理学、進化倫理学、人種間の違い、男女の相違点、配偶者選択における女性の優位性、進化論と社会の関係性など様々な関連事項にも触れている。なお、本書における最初の日本語版は『人祖論』として神津専三郎によって1881年に出版された。